# Synagoge (Sinzig)
Die Synagoge in Sinzig im rheinland-pfälzischen Landkreises Ahrweiler wurde 1867 in einem Teil der sogenannten Martelsburg in der Eulengasse errichtet. Bei den Novemberpogromen 1938 wurde die Synagoge verwüstet und die Inneneinrichtung vernichtet. Nach 1939 diente sie als Kinderhort und als Soldaten- und Flüchtlingsunterkunft. Nach dem Krieg ließ die Stadt das Gebäude verfallen. 1965 wurde es abgerissen. Heute befindet sich an der Stelle ein Parkplatz.

## Geschichte
Bereits im Mittelalter verfügte die jüdische Gemeinde über eine Synagoge, die sich in der Judengasse (heutige Gudestraße) befand. Bis in die Mitte des 19. Jahrhunderts sind keine weiteren Standorte von Synagogen bekannt. Erst 1828 wird wieder ein Betsaal erwähnt. Dieser war im Jahr 1842 in einem so schlechten baulichen Zustand, dass die jüdische Gemeinde bei der Stadt eine Verlegung in ein anderes Gebäude beantragte. Streitigkeiten innerhalb der jüdischen Gemeinde führten dazu, dass zwischen 1846 und 1856 eine zweite Betstube in Sinzig existierte. Diese wurde 1856 auf amtliche Anweisung hin geschlossen. 1855 befand sich der Betsaal in einem Privathaus in der Ausdorferstraße 56. Bereits 1856 befand sich die Synagoge in der sogenannten Martelsburg. Das Gebäude war 1834 von der Stadt Sinzig verkauft worden, da es nach deren Angaben in einem schlechten baulichen Zustand war. Vorher war dort das Bürgermeisteramt und eine Schule untergebracht. Die Wände des Dienstzimmers des Bürgermeisters waren so feucht, dass dieser dort nicht mehr arbeiten konnte. Erworben hatte das Gebäude das jüdische Gemeindemitglied Leo Hirsch. Hirsch hatte 1850 im Mitteltrakt bereits ein Schulzimmer für 30 jüdische Schüler eingerichtet. 1856 richtete er einen Betsaal darin ein, der von der jüdischen Gemeinde angemietet wurde. 1862 war das Gebäude bereits in einem schlechten baulichen Zustand und die Gemeinde erhielt die Genehmigung zur Durchführung einer Kollekte in den Gemeinden der Rheinprovinz um die notwendigen finanziellen Mittel für einen Neubau zu erhalten. 1865 erwarb die jüdische Gemeinde den Mittelteil der Martelsburg. 1866 erging vom Bürgermeister ein Schreiben an die jüdische Gemeinde, in der die Reparatur des Betsaals angemahnt wurde und der Gemeinde eine Frist von 14 Tagen gesetzt wurde, nach der die Synagoge geschlossen werden müsse, wenn die Arbeiten nicht begonnen worden seien. Im Oktober 1866 wurde die Aufträge für die Baumaßnahmen nach Ausschreibung vergeben. Im April 1867 begannen dann die Bauarbeiten. Neben dem Umbau und der Renovierung des Bettsaals wurde auch eine Lehrerwohnung und eine Schule eingerichtet. Die Kosten für den Umbau- und Renovierungsarbeiten beliefen sich insgesamt auf 974 Taler. 20 Taler dieser Summe steuerte Königin Augusta von Sachsen-Weimar-Eisenach bei, an die die jüdische Gemeinde ein entsprechendes Bittgesuch gestellt hatte. Die restliche Summe setzte sich aus Zuschüssen der politischen Gemeinden Sinzig, Bodendorf, Westum und Löhndorf, deren jüdische Gemeinden zum Synagogenbezirk Sinzig gehörten sowie einem Kredit zusammen. Am 13. September 1867 fand dann die feierliche Einweihung statt. Am 10. November 1938 wurde die Synagoge von Mitgliedern der SA gestürmt. Die gesamte Inneneinrichtung sowie alle Bücher, Torarollen und sonstigen Ritualien wurden im Hof der Martelsburg verbrannt. Die Synagoge selbst wurde nicht in Brand gesetzt. 1939 wurde das Gebäude an die Stadt verkauft. Diese richtete darin einen Kindergarten der Nationalsozialistische Volkswohlfahrt ein. Während des Krieges wurde das Gebäude als Soldaten- und Flüchtlingsunterkunft genutzt. Im Jahr 1953 kaufte die Stadt das Gebäude für 5300 DM von der jüdischen Kultusgemeinde Koblenz, in deren Besitz die ehemalige Synagoge nach Kriegsende wieder übergegangen war. Die Gemeinde ließ das Gebäude allerdings verfallen. 1965 musste es dann abgerissen werden. An der Stelle wurde dann ein Parkplatz errichtet. 1992 wurde auf dem Parkplatz, an der Stelle, an der sich die Synagoge befand, ein Gedenkstein aufgestellt.

## Gebäude
Eine bauliche Beschreibung der Synagoge nach dem Umbau 1867 liegt nicht vor. Einzig aus der Zeit vor dem Umbau ist bekannt, dass der damalige Betsaal über insgesamt 40 Sitzplätze und eine Frauenempore verfügte.

## Jüdische Gemeinde Sinzig
Die jüdische Gemeinde, deren Wurzeln bis ins 13. Jahrhundert zurückreichen, bestand seit dem Ende des 18. Jahrhunderts. Ab 1847 war sie Sitz des Synagogenbezirk Sinzig und gehörte ab 1925 zum Synagogenbezirk Sinzig-Remagen. Im Jahr 1942 wurden die letzten jüdischen Einwohner deportiert.